# Kwiecie
Kwiecie – przysiółek wsi Kalsko w Polsce, położony w województwie lubuskim, w powiecie międzyrzeckim, w gminie Międzyrzecz. Wchodzi w skład sołectwa Kalsko.
W latach 1975–1998 przysiółek administracyjnie należał do województwa gorzowskiego.